# The Occupied Europe Tour 83–85
The Occupied Europe Tour 83–85 (с англ. — «Тур по оккупированной Европе 1983—1985») — второй концертный альбом словенской индастриал-группы Laibach, вышедший в 1988 году. На диске собраны записи, сделанные в период с декабря 1984 по июль 1985 года с первых концертов группы, прошедших в рамках тура «Occupied Europe».

## Список композиций
Слова и музыка всех песен — написаны Laibach (Милан Фрас, Иван Новак, Деян Кнез).
| №  | Название        | Длительность |
| -- | --------------- | ------------ |
| 1. | «Perspektive»   | 1:18         |
| 2. | «Vier Personen» | 5:29         |
| 3. | «Nova akropola» | 13:19        |
| 4. | «Vojna poema»   | 3:30         |

| №  | Название            | Длительность |
| -- | ------------------- | ------------ |
| 1. | «Panorama»          | 3:37         |
| 2. | «Ti, ki izzivaš»    | 4:01         |
| 3. | «Die Liebe ist»     | 4:38         |
| 4. | «Die grösste Kraft» | 5:15         |
| 5. | «Vade retro!»       | 4:17         |
| 6. | «Država»            | 0:26         |